# Бернард, Майкл
Майкл Бернард (англ. Michael Bernard; род. 27 сентября 1957, Западное Самоа) — новозеландский тяжелоатлет. Участник летних Олимпийских игр 1984 года.

## Биография
Майкл Бернард родился 27 сентября 1957 года в Западном Самоа (сейчас Самоа).
В 1984 году вошёл в состав сборной Новой Зеландии на летних Олимпийских играх в Лос-Анджелесе. В весовой категории до 82,5 кг занял 10-е место, подняв в сумме двоеборья 312,5 кг (137,5 кг в рывке и 175,0 кг в толчке) и уступив 42,5 кг завоевавшему золото Петре Бекеру из Румынии.
Дважды участвовал в Играх Содружества. В 1982 году в Брисбене занял 5-е место в весовой категории до 75 кг с результатом 290 кг, уступив 22,5 кг выигравшему золото Стивену Пинсенту из Англии. В 1986 году в Эдинбурге в весовой категории до 82,5 кг не смог сделать ни одного зачётного подхода в рывке и выбыл из соревнований.